# ناحیه لپیر، میشیگان
ناحیه لپیر (به انگلیسی: Lapeer Township) یک منطقهٔ مسکونی در ایالات متحده آمریکا است که در شهرستان لپیر، میشیگان واقع شده‌است.
 ناحیه لپیر ۸۳٫۷ کیلومتر مربع مساحت و ۵٬۰۵۶ نفر جمعیت دارد و ۲۶۲ متر بالاتر از سطح دریا واقع شده‌است.